# Caroline Larsson
Caroline Elisabeth Larsson (Askims församling, 28 settembre 1986) è una cantante svedese.

## Biografia
In the Moment (2008), album in studio d'esordio della cantante, ha fatto l'entrata al 14º posto della Sverigetopplistan. Il disco successivo, intitolato Me and I (2011), ha esordito alla 17ª posizione della classifica.
Sia A Tribute to Eva Cassidy (2012) che Rebel Thinker (2014) hanno raggiunto la top 30 svedese, scalandola rispettivamente fino al 18º e 28º posto.

## Discografia

### Album in studio
- 2008 – In the Moment
- 2011 – Me and I
- 2012 – A Tribute to Eva Cassidy (con Bengt Magnusson)
- 2014 – Rebel Thinker

### Singoli
- 2010 – Hit Me with Your Love Thing
- 2010 – Lucky to Have U